# Samuel Bouhours
Samuel Bouhours (Le Mans, 26 juni 1987) is een Franse voetballer (verdediger) die sinds 2016 voor de Franse tweedeklasser Stade de Reims uitkomt. Hij komt uit de jeugdopleiding van Le Mans UC, waar hij ook zestig wedstrijden voor de eerste ploeg speelde.